# El Ogla (El Oued)
El Ogla (în arabă العقلة) este o comună din provincia El Oued, Algeria.
Populația comunei este de 6.102 locuitori (2008).